# Phalacrocorax onslowi
Phalacrocorax onslowi е вид птица от семейство Phalacrocoracidae. Видът е критично застрашен от изчезване.

## Разпространение
Видът е разпространен в Нова Зеландия.